# Réseau Breton

Streckennetz

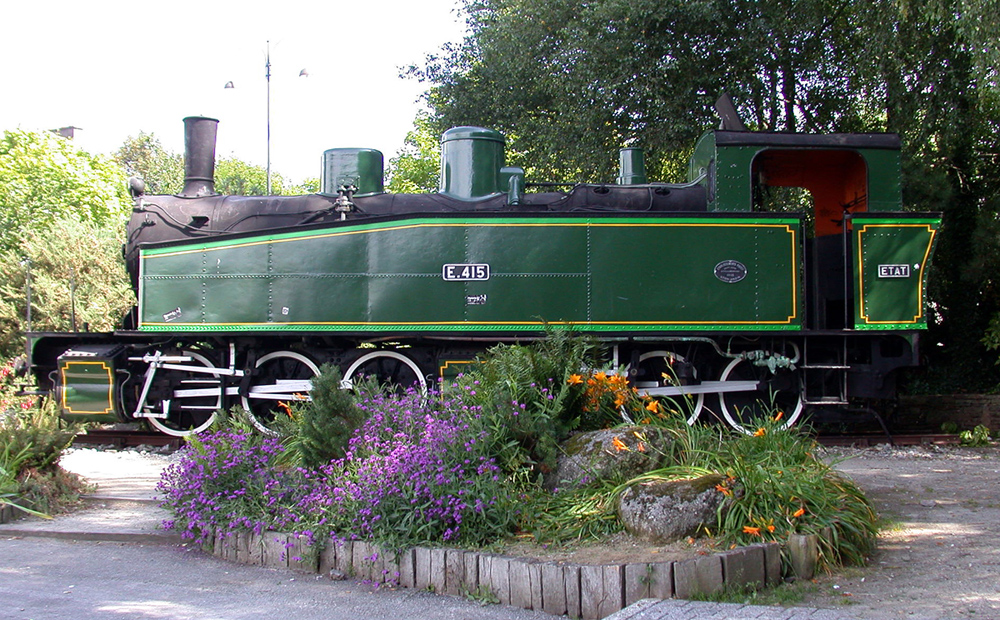
Denkmallok E415 in Carhaix

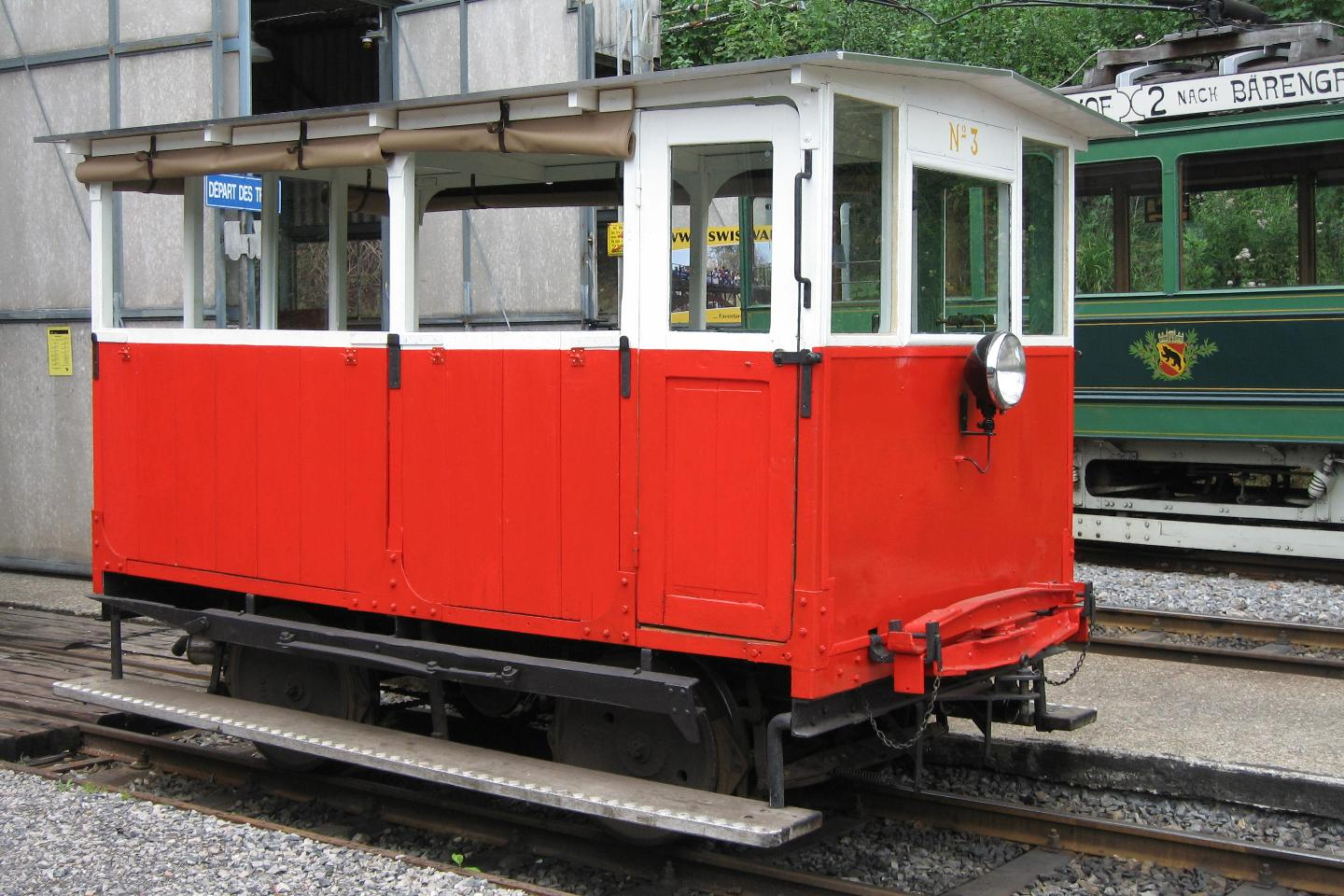
Eisenbahn-Draisine Nummer 3 des Réseau Breton (RB), bei der Museumsbahn Blonay–Chamby im Jahre 2011

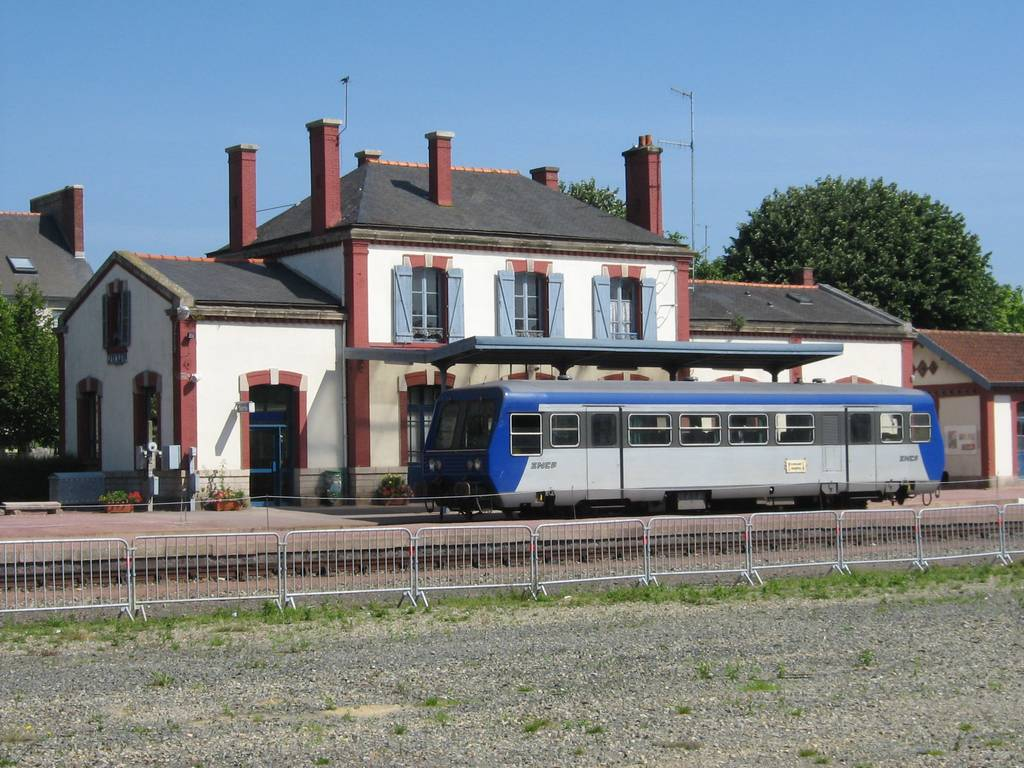
Regelspuriger A2E von Soulé in Paimpol

Das Réseau Breton, abgekürzt RB, war eine meterspurige Schmalspurbahn in der Bretagne. Es erstreckte sich um die Stadt Carhaix-Plouguer im Osten des Départements Finistère und war bis 1967 in Betrieb. Die maximale Ausdehnung betrug circa 425 Kilometer. Bis auf die umgespurten Strecken Guingamp–Carhaix und Guingamp–Paimpol (heute normalspurig) sind alle anderen Teile des Réseau Breton auf Autobusbetrieb umgestellt worden. Als einzige vor Ort erhaltene Schmalspur-Dampflokomotive des Netzes steht die Lok E 415 der Bauart Mallet als Denkmal am Bahnhof Carhaix. Sonst erinnern nur noch Bahnhofs- und Trassenreste sowie einige Fahrzeuge bei Museumsbahnen an das Réseau Breton, das zu den größten Schmalspurnetzen Frankreichs zählte.

## Strecken
Die Strecken reichen in vier Départements. Anfang der 1950er-Jahre waren mehr als 100 Lokomotiven und 1 100 Waggons im Einsatz.
- Carhaix–Morlaix, (1891 bis 1967)
- Carhaix–Guingamp, (1893 bis 1967, anschließend auf Normalspur umgespurt)
- Guingamp–Paimpol, (1894 bis 1924, anschließend Dreischienengleis, Schmalspurverkehr 1953 eingestellt)
- Carhaix–Loudéac, (1896/1902 bis 1967)
- Loudéac–La Brohinière, (1904/1907 bis 1967)
- Carhaix–Rosporden (1898 bis 1967), von 1906 bis 1947 bestand in Gourin Anschluss an das Netz der Chemins de fer du Morbihan.
- Carhaix–Châteaulin, (1904/1907 bis 1967)
- Châteaulin–Camaret/–Le Fret, (1923/1925 bis 1966/1967)

## Carhaix, das Zentrum des Eisenbahnnetzes
Beim Réseau Breton waren in Carhaix bis zu 500 Personen beschäftigt: auf dem Bahnhof, im Lokdepot und in den Werkstätten. In den 1920er-Jahren nahm mit dem Ausbau des Netzes die Einwohnerzahl von Carhaix um 2000 zu.